# Różanystok
Różanystok [ruʐaˈnɨstɔk] est un village dans la voïvodie polonaise de Podlachie (Powiat de Sokólski), près de la frontière avec le Bélarus. Beaucoup d'habitants appartiennent à la minorité biélorusse en Pologne.

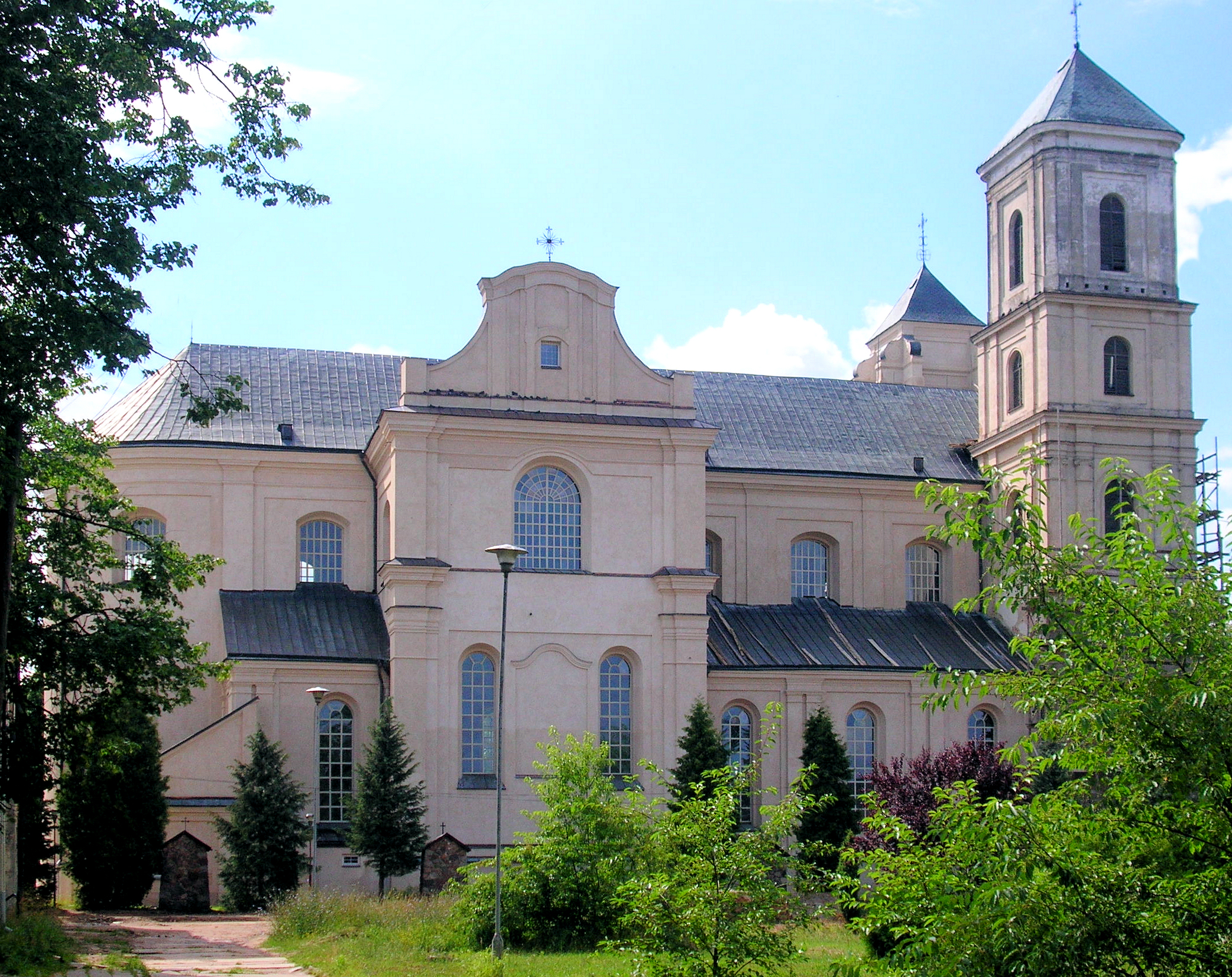
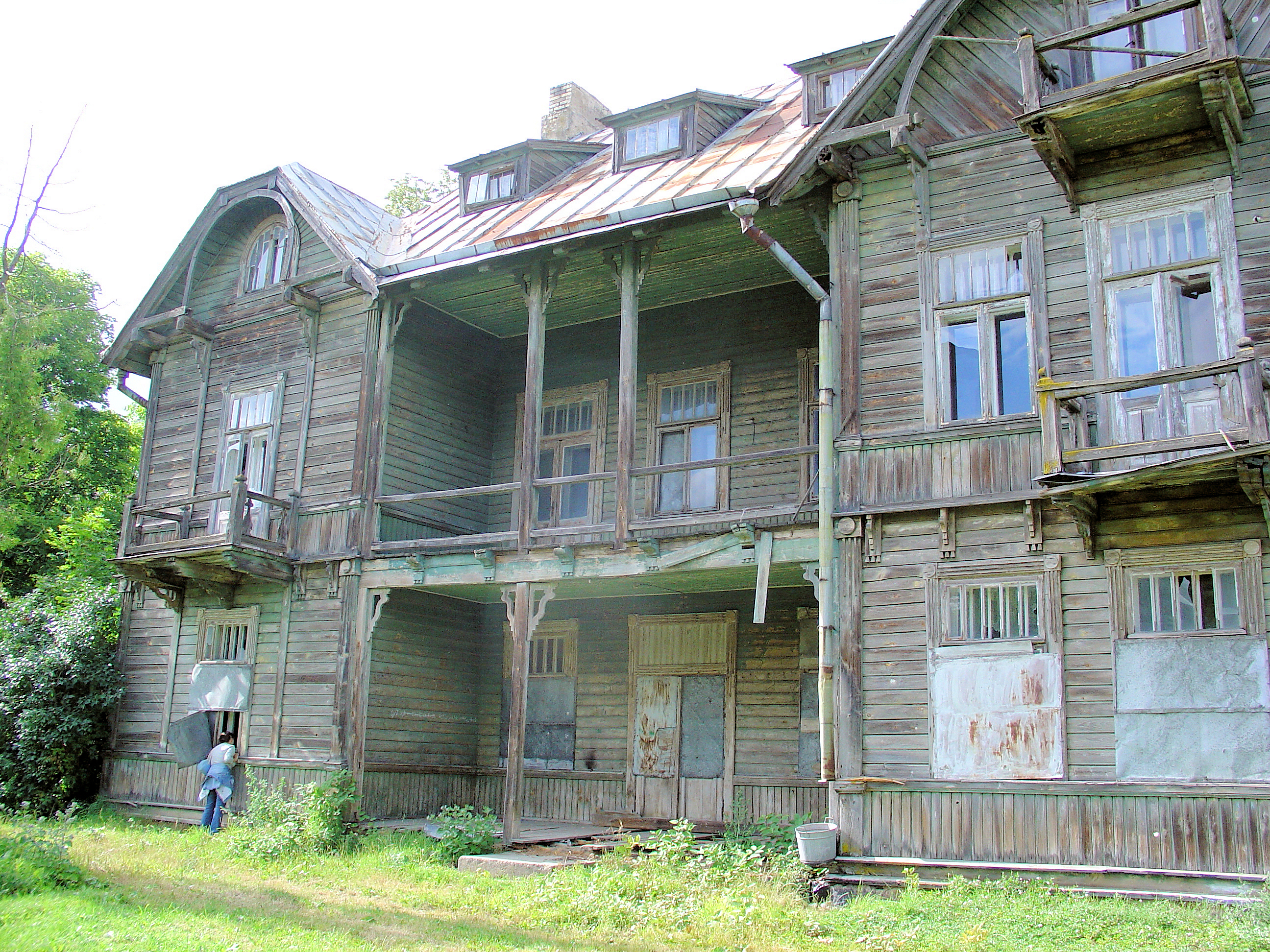